# (100542) 1997 ES25
(100542) 1997 ES25 es un asteroide perteneciente al cinturón de asteroides, descubierto el 9 de marzo de 1997 por Takeshi Urata desde el Observatorio de Nihondaira, Shimizu-ku, Japón.

## Designación y nombre
Designado provisionalmente como 1997 ES25.

## Características orbitales
1997 ES25 está situado a una distancia media del Sol de 2,697 ua, pudiendo alejarse hasta 3,075 ua y acercarse hasta 2,319 ua. Su excentricidad es 0,140 y la inclinación orbital 14,23 grados. Emplea 1618,52 días en completar una órbita alrededor del Sol.

## Características físicas
La magnitud absoluta de 1997 ES25 es 15,2. Tiene 2,626 km de diámetro y su albedo se estima en 0,281.